# Бен-Саид, Бешир
Бешир Бен-Саид (араб. بشير بن سعيد‎; род. 29 ноября 1994, Габес) — тунисский футболист, вратарь клуба «Монастир» и сборной Туниса.

## Игровая карьера

### Клубная карьера
Начал карьеру в клубе «Габес», поиграв за который в 2018 году перешёл в «Монастир», в составе которого в 2020 году выиграл чемпионат и Кубок Туниса.

### Международная карьера
Зимой 2022 года в составе сборной Туниса играл на Кубке Африки в качестве основного вратаря; по итогам турнира тунисцы дошли до 1/4 финала. 
Осенью 2022 года был включён в состав сборной на ЧМ-2022 в качестве одного из четверых вратарей, но на турнире не играл.

## Достижения
«Монастир»
- Чемпион Туниса (1): 2019/20
- Обладатель Кубка Туниса (1): 2020